# Sphaenorhynchus cammaeus
Sphaenorhynchus cammaeus é uma espécie de anfíbio anuro da família Hylidae. O seu estado de conservação ainda não foi avaliado pela Lista Vermelha da UICN. Está presente no Brasil.